# Carmela Corren
Carmela Corren (née à Tel-Aviv le 13 février 1938 et morte le 15 janvier 2022) est une chanteuse et actrice israélienne.

## Biographie
Elle a représenté l'Autriche au concours Eurovision de la chanson 1963 avec le titre Vielleicht geschieht ein Wunder.